# Sabancı Holding
Hacı Ömer Sabancı Holding A.Ş., обикновено съкратено до Sabancı Holding („Сабанджъ Холдинг“), е индустриален и финансов конгломерат със седалище в Истанбул, Турция, втори по големина след Koç Holding. Основните дейности на компанията са финансови услуги, енергетика (производство и разпределение на електроенергия), цимент, търговия на дребно и други индустриални сектори. Основателят – семейство Сабанджъ – продължава да държи мажоритарен дял в компанията. Sabancı Holding е регистрирана за първи път на Истанбулската фондова борса (BIST) през 1997 г. Към 2023 г. Sabancı Group оперира в 14 страни на 5 континента, обслужвайки повече от 40 милиона клиенти и осигурявайки работа на над 60 000 души. Освен това холдингът има съвместни партньорства с редица известни световни компании.

## Дейност
Компаниите от Sabancı Group оперират в 14 страни и предлагат своите продукти на пазарите в Европа, Близкия изток, Азия, Северна Америка и Южна Америка. Компанията оперира в банкови, промишлени, търговски, циментови и други сегменти и предлага корпоративни и инвестиционни, частни, търговски, малки и средни предприятия, търговия на дребно и международни банкови услуги, както и платежни системи, съкровищни трансакции, застрахователни брокерски услуги, услуги за управление на активи и услуги по финансов лизинг. В списъка на международните делови партньори на Sabancı Holding влизат такива глобални компании като E.ON, Bridgestone, Ageas, Heidelberg Materials, Carrefour, Marubeni и Komatsu.
През 2021 г. Sabancı Group съобщава за общи приходи от продажби в размер на 152 милиарда TRY и консолидирана нетна печалба от 12 милиарда TRY. Семейство Sabancı е колективно мажоритарен акционер в Sabancı Holding, като 49,11% от акциите на Holding се търгуват публично. Собствените акции на Sabancı Holding, както и акциите на неговите регистрирани 11 дъщерни дружества съставляват 6% от общата пазарна капитализация на турския капиталов пазар към края на 2021 г.
Гюлер Сабанджъ, трето поколение член на семейство Сабанджъ, председателства борда на директорите. Тя е назначена след смъртта на нейния чичо Сакъп Сабанджъ, лидер на компанията от основаването ѝ през 1967 г., до 2004 г. Ерол Сабанджъ е заместник-председател.

### Индустрия
- Kordsa
- Brisa (джойнт венчър с Bridgestone)
- Temsa Motorlu Araçlar (джойнт венчър с Komatsu)
- Temsa Ulaşım Araçları (джойнт венчър с PPF Group)

### Банки
- Akbank

### Търговия на дребно
- Teknosa (част от веригата Euronics)
- Carrefoursa (джойнт венчър с Carrefour)

### Финансови услуги
- Agesa (джойнт венчър с Ageas)
- Aksigorta (джойнт венчър с Ageas)

### Енергия
- Enerjisa (джойнт венчър с E.ON)
- Enerjisa Üretim (джойнт венчър с E.ON); притежава лигнитната електроцентрала Туфанбейли.
- Sabancı Climate Technologies

### Строителни материали
- Çimsa
- Akçansa (джойнт венчър с Heidelberg Materials)
- Sabancı Building Solutions

### Софтуер
- SabancıDX[16]

### Други
- Tursa: притежава и управлява 3 хотела с марката на Hilton в Адана, Анкара и Мерсин
- Exsa
- Ankara Enternasyonel Otelcilik

## Централен офис
Sabancı Holding премества централата си от Адана в Истанбул през 1974 г., в кулите на Sabancı Group – комплекс от небостъргачи близнаци в Левент.